# 4e brigade de fusiliers motorisés
Pour les articles homonymes, voir 4e brigade.
La 4e brigade de fusiliers motorisés (en russe : 4-я мотострелковая бригада, abrégé 4 омсбр), de son nom complet la 4e brigade indépendante de fusiliers motorisés (en russe : 4-я отдельная мотострелковая бригада), numéro d'unité militaire 40318, est une unité des forces terrestres russes basée à Khroustalny, anciennement une entité séparatiste de la milice populaire de la république populaire de Lougansk.

## Historique
La 4e brigade est créée en 2014 par la fusion de détachements séparatistes de la république populaire de Lougansk. Le 12 décembre 2014, la formation reçoit son drapeau de bataille dans la ville de Khroustalny.
Le 1er janvier 2015, une attaque est menée contre le convoi du chef d'état-major de la 4e brigade à Loutouhyne. Aleksandr Bednov, commandant du bataillon « Batman », est assassiné au lance-flammes,.
En juin 2017, l'unité participe à la bataille de Jelobok, engagement pour le contrôle de l'autoroute Р-66 Lyssytchansk - Louhansk, appelée « Bakhmoutka » par les résidents locaux. Elle fit notamment face au groupe combiné de la 93e brigade mécanisée des forces armées ukrainiennes,.
Déployée sur le front Est de l'invasion russe de l'Ukraine, la 4e brigade combat à Novotoshkovka et dans d'autres localités au sud de Lyssytchansk. En avril 2022, elle est engagée dans la première bataille de Kreminna, la bataille de Sievierodonetsk, puis la bataille de Bakhmout, où elle défend les flancs de la ville lors de la contre-offensive ukrainienne de 2023. Entre janvier et avril 2023, la 4e brigade participe à la bataille de la forêt de Serebryansky, avant de relever le groupe Wagner dans la région de Klichtchiïvka en septembre 2023. En raison des positions mal défendues de l'organisation paramilitaire russe, la brigade subit des pertes importantes causées par les tirs d'artillerie des forces armées ukrainiennes. Le commandant de la brigade, le colonel Viatcheslav Makarov, et son chef d'état-major Evgueni Brovko sont notamment tués au combat,,.